# Incantation (Buffy)
Pour les articles homonymes, voir Incantation.
Incantation est le 8e épisode de la saison 5 de la série télévisée Buffy contre les vampires.

## Résumé
Joyce, la mère de Buffy, doit passer une nuit à l'hôpital car les médecins ont trouvé une tache sombre sur son cerveau. Elle doit donc passer un scanner. Buffy passe donc son temps à l'hôpital avec Dawn pendant que le reste du groupe est au magasin de magie pour trouver des informations sur Gloria. Riley, que Buffy n'a pas prévenu pour les examens de sa mère, se sent complètement délaissé et inutile pour elle. Pendant ce temps, Gloria recherche toujours activement sa clé. Elle décide de pratiquer un rituel qui créera, à partir d'un cobra, un démon qui voit tous les sortilèges et, de ce fait, trouvera la clé et indiquera son emplacement à sa maîtresse. Elle va donc chercher les ingrédients qu'il lui faut à la boutique de magie, passant inaperçue puisque, à part Buffy, aucun autre membre du Scooby-gang ne l'a encore vue.
À l'hôpital, un docteur annonce à Buffy que sa mère a une tumeur. La Tueuse est réconfortée par un jeune interne du nom de Ben. De retour à la boutique, elle apprend grâce à Anya à quoi servent les ingrédients qui ont été vendus à Gloria et en déduit que c'est elle qui est venue à la boutique. Buffy trouve Gloria au zoo mais se fait battre une nouvelle fois. Gloria achève son rituel, lançant le cobra géant sur la piste de sa clé. Riley, de son côté, ramène Dawn, qui lui a involontairement fait prendre conscience que sa relation avec Buffy était loin d'être aussi intense que celle qu'elle avait avec Angel, à la boutique de magie. Il va ensuite dans un bar à démons où il rencontre une vampire, acceptant de se faire mordre par elle avant de la tuer. Le cobra géant trouve finalement Dawn au magasin de magie et part immédiatement en informer Gloria. Buffy le rattrape et le tue avant qu'il n'y arrive. Elle retourne ensuite à l'hôpital, refusant le réconfort que veut lui apporter Riley et s'éloignant encore de lui.

## Production
David Fury, scénariste de l'épisode, a eu l'idée d'un épisode ayant pour toile de fond l'invocation d'un « renifleur de Clé » mais pensait lui donner une apparence insectoïde. C'est Marti Noxon qui a proposé de lui donner une forme reptilienne et de placer la scène de l'invocation dans un vivarium.

## Statut particulier
Pour Noel Murray, du site The A.V. Club, l'épisode est « essentiellement une version abrégée d'un film de monstre ringard » mais il comporte « une réelle tension » avec la présence menaçante de Gloria, dont le personnage est désormais bien développé. Les rédacteurs de la BBC estiment que l'intrigue autour de la maladie de Joyce « tire sur la corde sensible sans être trop mièvre » avec des scènes « brillamment interprétées » et beaucoup plus crédibles que l'évolution de Riley, et que le serpent géant est piètrement réalisé et son combat contre Buffy « très peu convaincant », contrairement aux scènes impliquant Gloria. Mikelangelo Marinaro, du site Critically Touched, lui donne la note de B, évoquant un « épisode solide qui entraîne les personnages et l'arc narratif vers l'avant de façon convaincante » malgré de « mauvais effets spéciaux », notamment l'infographie du serpent géant, et « un rythme trop lent par moments ».

## Distribution

### Acteurs et actrices crédités au générique
- Sarah Michelle Gellar : Buffy Summers
- Nicholas Brendon : Alexander Harris
- Alyson Hannigan : Willow Rosenberg
- Marc Blucas : Riley Finn
- Emma Caulfield : Anya Jenkins
- Michelle Trachtenberg : Dawn Summers
- James Marsters : Spike
- Anthony Stewart Head : Rupert Giles

### Acteurs et actrices crédités en début d'épisode
- Clare Kramer : Gloria
- Charlie Weber : Ben
- Kevin Weisman : Dreg
- William Forward : Dr Isaacs
- Amber Benson : Tara Maclay
- Kristine Sutherland : Joyce Summers